# Marcha del Orgullo de Italia
La Marcha del Orgullo de Italia comprende diversas manifestaciones que se han realizado en diferentes ciudades del país desde 1994.

## Historia
La primera manifestación pública de la comunidad LGBT en Italia tuvo lugar el 5 de abril de 1972 en Sanremo, en protesta contra el "Congreso internacional sobre desviación sexual" organizado por el Centro de Sexología, de inspiración católica italiana. A la manifestación asistieron unas cuarenta personas pertenecientes a las asociaciones homosexuales adheridas: el Frente Homosexual de Acción Revolucionaria francés (FHAR), el Movimiento Homosexual de Acción Revolucionaria belga (MHAR), el Frente de Liberación Gay británico, la Internacional Homosexual Revolucionaria (IHR), de reciente creación, y el Fuori! italiano. Entre los exponentes italianos figuraban Angelo Pezzana, Mario Mieli, Marco Venturi, Marco Quattrocchi y Alfredo Cohen. También participaron Françoise d'Eaubonne y Roberto Marino.
El primer evento específicamente vinculado a las celebraciones internacionales del orgullo gay fue el sexto congreso de Fuori! celebrado en Turín, que también incluyó una semana de películas de temática homosexual, entre el 19 y el 25 de junio de 1978. La violencia contra los homosexuales fue frecuente: en el verano de 1979, dos chicos homosexuales fueron asesinados en Livorno. El 24 de noviembre del mismo año el Colectivo Homosexual Orfeo organizó la primera marcha contra la violencia homófoba en Pisa en la que participaron en la manifestación unos 500 gais y lesbianas; este seguirá siendo el evento LGBT de mayor participación hasta 1994, cuando se llevó a cabo el primer Orgullo Gay nacional oficial.
El 28 de junio de 1981 en Villa Giulia en Palermo hubo una "fiesta del orgullo homosexual" organizada por el club local ARCI Gay, el primero en usar este nombre, por iniciativa del sacerdote Marco Bisceglia, también en este caso como reacción al asesinato de dos jóvenes en Giarre vinculado directamente a su relación homosexual.
El primer Orgullo Gay nacional oficial en Italia tuvo lugar en 1994, en Roma, organizado por el Círculo de cultura homosexual Mario Mieli con el acuerdo de Arcigay. Entre los organizadores estaban Imma Battaglia y Vladimir Luxuria. En la marcha participaron más de diez mil personas y también formó parte la eurodiputada alemana Claudia Roth, impulsora de la resolución europea por los derechos de los homosexuales, y miembros del Partido Radical, entre ellos el alcalde de Roma Francesco Rutelli.
La iniciativa se repitió en 1995 en Bolonia y en 1996 en Nápoles. En 1997, tras disputas abiertas entre el Círculo Mario Mieli y Arcigay, se celebraron dos Orgullos nacionales, uno en Roma (organizado por el Círculo Mario Mieli) y otro en Venecia (organizado por Arcigay y Arcilesbica). El doble evento, repetido también en los años siguientes, resultó en una caída en la participación general que alcanzó un mínimo en 1999.
En conjunción con el Jubileo de 2000, Arcigay renunció a organizar su orgullo a favor del World Pride que se prepararía en Roma por el Club Mario Mieli. Un ataque directo de las jerarquías católicas opuestas a la manifestación favoreció la reunificación de todas las organizaciones LGBT y el World Pride en Roma el 8 de julio de 2000 vio una participación récord para Italia, estimada en más de 500 000 personas ("¡Somos un millón!" fue la cifra anunciada por Imma Battaglia desde el escenario del evento). Al evento asistieron muchas personalidades de renombre internacional, como Gloria Gaynor, Village People, RuPaul y Geri Halliwell.

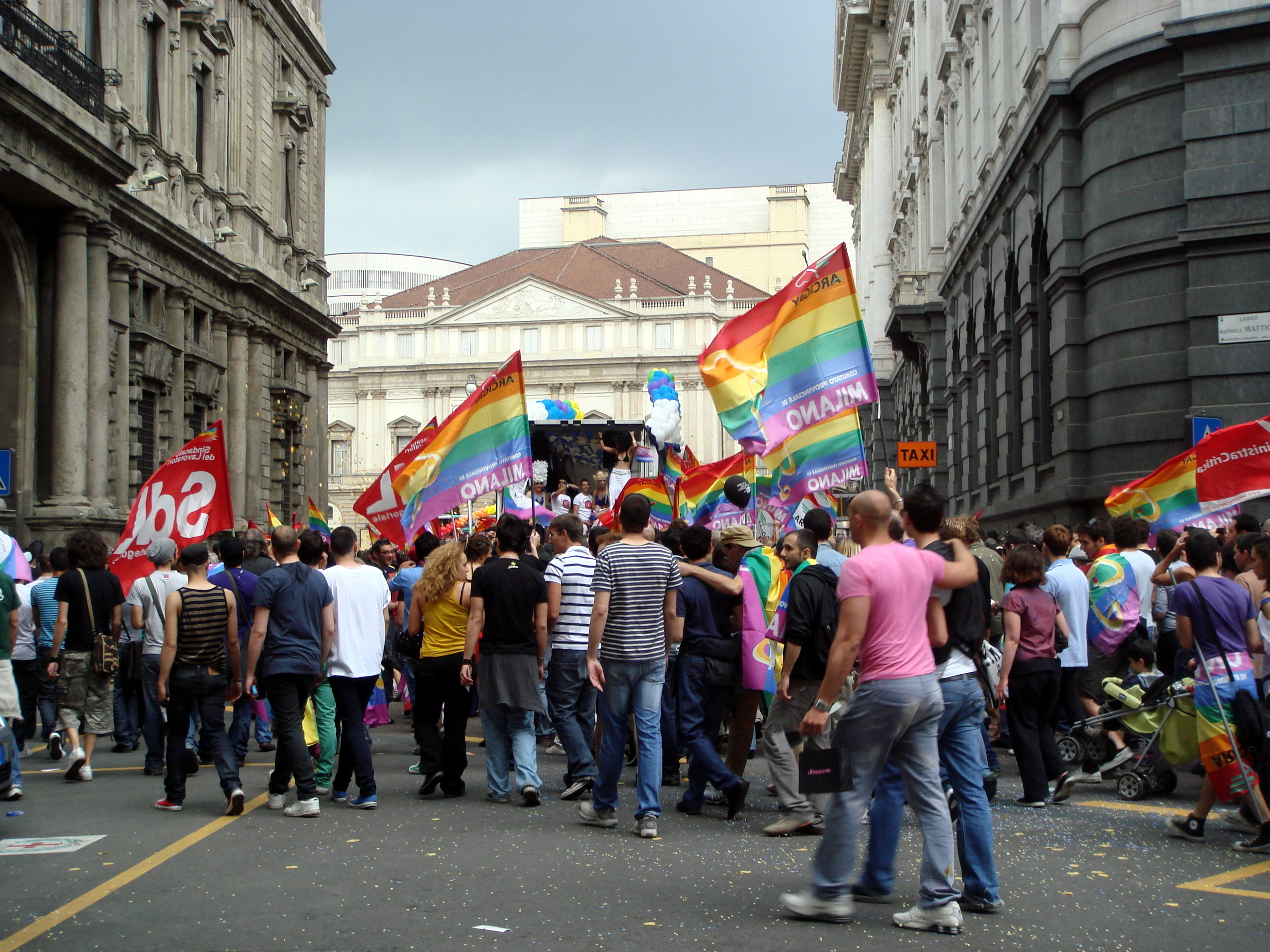
Vista de la Marcha del Orgullo en Milán de 2008.

Desde entonces, los orgullos nacionales se llevaron a cabo regularmente cada año en una ciudad diferente: las sedes del evento, además de Roma, fueron Milán, Padua, Bari, Grosseto, Turín, Bolonia, Génova, Nápoles y Palermo. Otro récord de participación se alcanzó el 17 de junio de 2007, también en Roma, una semana después del evento del Family Day organizado en clave anti-LGBT por grupos católicos conservadores con el apoyo de la Iglesia católica. También en este caso se estimó la participación de alrededor de 500 000 personas, superior a la del Family Day.
El 11 de junio de 2011 Roma fue la sede del 18.º EuroPride que volvió a involucrar a cientos de miles de personas (un millón según algunas estimaciones) con la participación de Lady Gaga, quien pronunció un discurso de apoyo al movimiento LGBT desde el escenario del evento en el Circo Máximo.
En 2013 se realizó en Palermo el último Orgullo Nacional, con la participación de más de 100 000 personas. Por primera vez, el desfile fue inaugurado, entre otros, por la Presidenta de la Cámara de Diputados, Laura Boldrini, y la ministra de Igualdad de Oportunidades, Josefa Idem. Además, para la ocasión se constituyó el Pride Village más grande de Europa, con 300 000 presencias registradas.

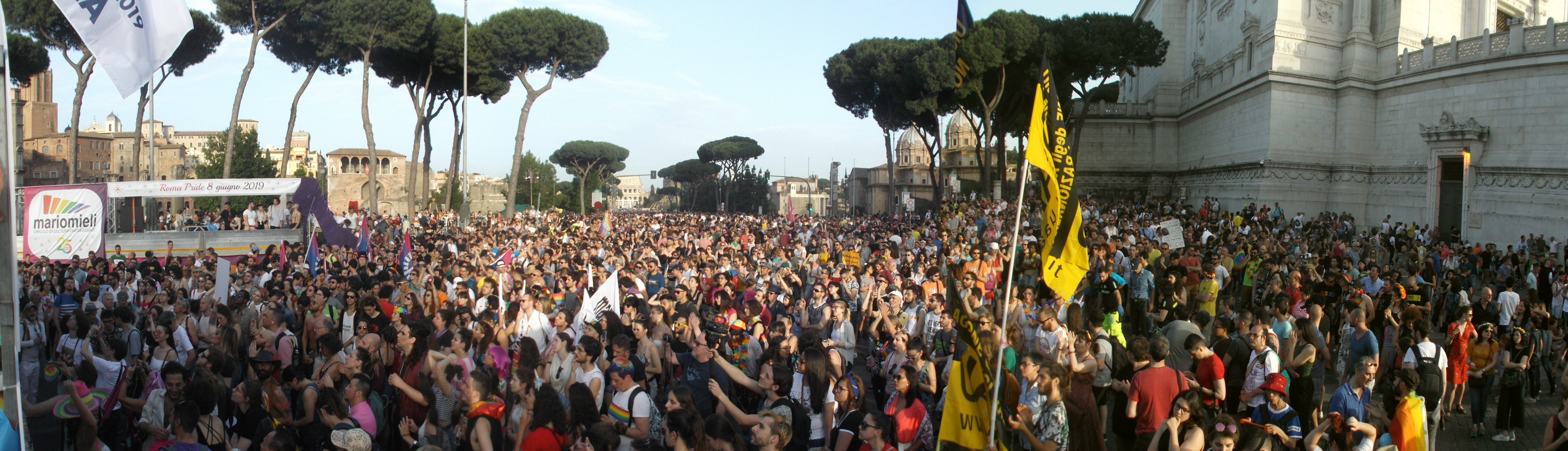
Vista de la Marcha del Orgullo de Roma en 2019.

A partir de 2014, los orgullos se organizan de forma itinerante según la fórmula de «Onda Pride», mecanismo que prevé en el período comprendido entre junio y agosto una serie de orgullos municipales y comarcales que abarcan todo el territorio nacional. En el primer año, el Onda Pride involucró a 13 ciudades, un número que ha ido creciendo progresivamente hasta 39 ciudades en 2019.